# Gamal Abdelhamid
Gamal Abdelhamid (en árabe: جمال عبد الحميد‎; El Cairo, Egipto, 24 de noviembre de 1957) es un exfutbolista y entrenador de fútbol de Egipto que jugaba en la posición de mediapunta.

## Carrera

### Club
| Periodo   | Club       | Goles |
| --------- | ---------- | ----- |
| 1977-1983 | Al-Ahly    | 28    |
| 1983-1993 | Zamalek SC | 73    |

### Selección nacional
Jugó para Egipto en 76 ocasiones de 1979 a 1993 y anotó 24 goles; participó en la Copa Mundial de Fútbol de 1990, los Juegos Panafricanos de 1987 y en tres ediciones de la Copa Africana de Naciones.

### Entrenador
| Periodo   | Club       |
| --------- | ---------- |
| 2003      | Al-Hazem   |
| 2003–2004 | Al-Taawoun |

## Logros

### Selección nacional
- Africa Cup of Nations: 1986
- All Africa Games: 1987

### Club
- Egyptian League: 1978-79, 1979-80, 1980-81, 1981-82, 1983-84, 1987-88, 1991-92, 1992-93
- Egyptian Cup: 1977-78, 1980-81, 1982-83, 1987-88
- Copa Africana de Clubes Campeones: 1982, 1984, 1986
- Afro-Asian Club Championship: 1987

### Individual
- Goleador de la Copa Africana de Naciones 1988
- Goleador de la Egyptian League: 1987–88 (11 goles)
- Capitán de Egipto en Italia 1990
- Anotó 101 goles en la Egyptian league
- Anotó 18 goles en torneos africanos de clubes (16 con Zamalek & 2 con Al-Ahly)